# Hétepti
Hétepti est la quatrième épouse d'Amenemhat III ; elle est aussi donnée comme une de ses filles selon quelques spécialistes, dont Jacques Kinnaer.
Pour Aidan Mark Dodson, elle est la mère d'Amenemhat IV. Cette affirmation repose sur l'étude d'une inscription où elle est indiquée comme « Mère du roi » (mwt-nisw.t). Cependant, dans ses titres, à aucun moment elle n'est indiquée comme « Fille du roi » (sȝ.t-nỉsw.t), « Épouse du roi » (ḥm.t-nỉsw.t) ou encore « Sœur du roi » (snt-nisw.t), ce qui fait dire à cet égyptologue qu'elle n'était pas d'origine royale.
Pour Wolfram Grajetzki également, elle est la mère du roi de l'Égypte antique Amenemhat IV.
Elle n'est connue que par une représentation dans le temple de Rénénoutet à Médinet Mâdi, qui fut construit et décoré sous Amenemhat III et son successeur Amenemhat IV. Elle y est simplement « mère du roi » (mwt-nisw.t), « unie à la couronne blanche », « dame des deux terres » et « dame noble » (iry-pat) dans un contexte où il est clair qu'elle était la mère d'Amenemhat IV. L'inscription est partiellement détruite. Il est possible que des parties de ses titres manquent, mais aussi que des parties de son nom soient détruites.